# 인디애나 대 에드워즈
인디애나 대 에드워즈 사건(Indiana v. Edwards), 554 U.S. 164 (2008)은 미국 연방 대법원의 판례로, 대법원은 재판 능력에 대한 기준이 자신을 변호할 능력에 대한 기준과 연결되지 않는다고 판결했다.

## 배경

### 이전 판례
대법원은 오랫동안 능력에 대한 이 두 가지 권리를 인정해 왔다. 더스키 대 미국 사건, 362 U.S. 402 (1960)와 드로피 대 미주리 사건, 420 U.S. 162 (1975)에서 대법원은 재판 능력의 기준을 정립했는데, 피고인은 절차의 본질을 "합리적이고 사실적으로 이해"해야 하며, 자신을 변호하는 데 변호사를 합리적으로 도울 수 있어야 한다는 것이다. 파레타 대 캘리포니아 사건, 422 U.S. 806 (1975)에서 대법원은 형사 피고인이 원하지 않는 경우 변호사를 강요받을 수 없지만, 피고인이 변호인 선임권을 포기하기 전에 재판 판사는 피고인이 자신을 변호하는 것의 "위험과 불리함"을 이해하는지 확인해야 한다고 판결했다. 고디네즈 대 모런 사건, 509 U.S. 389 (1993) 판결로 대법원은 피고인이 재판 능력이 있는 경우 유죄를 인정할 수 있으며 (그렇게 함으로써 변호인 선임권과 자신을 변호할 권리 모두 포기), 자신을 변호할 권리 모두 포기) 할 수 있다고 판결했다. 그러나 에드워즈 사건 이전까지는 형사 피고인이 동시에 재판 능력이 있으면서도 자신을 변호할 능력이 없는지에 대한 문제는 미결 상태로 남아 있었다. 대법원은 그 질문에 긍정적으로 답했다. 그 논리는 재판에서 자신을 변호하는 것이 유죄를 인정하는 것보다 더 복잡하다는 것이다.

### 에드워즈의 재판
조현병을 앓고 있는 아마드 에드워즈는 인디애나주의 한 백화점에서 신발 한 켤레를 훔치려 했다. 백화점 형사들이 현장에서 그를 체포했고, 그는 총을 꺼내 백화점 보안 요원에게 총을 쏘아 무고한 행인에게 부상을 입혔다. 그는 살인 미수, 흉기로 인한 폭행, 형사상 무모한 행동, 절도 혐의로 기소되었다.
2000년에 그는 재판 능력이 없는 것으로 판단되어 치료를 위해 주 병원으로 이송되었다. 7개월간의 치료 후 그는 능력을 회복했다. 그러나 2002년에 그의 변호사들은 또 다른 능력 평가를 요청했다. 그 두 번째 능력 평가는 에드워즈가 여전히 정신 질환을 앓고 있지만 재판 능력이 있다는 결론을 내렸다. 재판 준비가 진행되면서 그의 변호사들은 세 번째 능력 평가를 요청했고, 2003년에 에드워즈는 다시 재판 능력이 없는 것으로 판단되어 다시 주 병원으로 이송되었다. 8개월 후 에드워즈는 다시 능력을 회복했고, 재판 준비는 다시 시작되었다.
2005년 6월, 재판이 시작되면서 에드워즈는 자신을 변호하겠다고 요청하고 재판을 연기해달라고 요청했다. 판사는 연기 요청을 거부했고, 에드워즈는 따라서 변호인과 함께 재판을 진행했다. 그는 형사상 무모한 행동과 절도 혐의로 유죄 판결을 받았지만, 배심원단은 살인 미수 및 폭행 혐의에 대해 평결에 도달하지 못했다. 살인 미수 및 폭행 혐의에 대한 두 번째 재판 전에 에드워즈는 다시 자신을 변호하겠다고 요청했다. 판사는 에드워즈의 오랜 정신 질환 기록을 언급하며 그 요청을 거부했다. 에드워즈는 국선 변호인과 함께 재판을 진행했고, 살인 미수 및 폭행 혐의로 유죄 판결을 받았다.

### 항소
에드워즈는 인디애나 항소 법원에 항소하여 자신을 변호할 권리가 침해되었다고 주장했다. 법원은 에드워즈의 주장을 받아들여 새로운 재판을 명령했다. 주 정부는 인디애나 대법원에 항소했고, 대법원 역시 에드워즈의 주장을 받아들였다. 대법원은 파레타 사건과 모런 사건이 주 정부에게 에드워즈가 재판에서 자신을 변호하도록 허용해야 한다고 판결했기 때문이라고 설명했다. 인디애나 주는 미국 연방 대법원에 이 결정을 재심해달라고 요청했고, 대법원은 그렇게 하기로 합의했다.

## 대법원의 판결
브라이어 대법관이 법원의 다수 의견에서 지적했듯이, 법원의 능력 및 자기 변호 사건은 "제기된 질문을 구성하지만, 답하지는 않는다." 절차를 합리적이고 사실적으로 이해하고 변호인에게 합리적으로 도움을 줄 수 있는 피고인은 재판 능력이 있다. 그리고 자발적으로 그리고 지적으로 변호인 없이 재판을 받는 것을 선택한 피고인—이는 처음에 재판 능력이 있어야만 할 수 있는 일이다—는 그렇게 할 수 있다. 그럼에도 불구하고 자기 변호의 권리는 절대적인 것이 아니며, 임시 변호인이 절차 및 법정 예절 문제에 대해 본인 변호 피고인을 돕기 위해 지정될 수 있다. 법원은 피고인이 변호인 없는 재판을 종료하는 결정이 "변호인이 있는 피고인이 재판 과정에서 내릴 수 있는 모든 결정의 총합보다 더 복잡하지 않다"고 판결했을 때 이 사건이 제기하는 질문에 가장 가깝게 답했다. 에드워즈 사건의 중요한 차이점은 본인 변호 피고인이 변호인 없이 재판을 진행할 것을 요청했다는 것이다. 즉, 차이점은 재판 절차를 스스로 종료하는 능력과 재판 절차를 스스로 수행하는 능력 사이의 차이다.
법원은 궁극적으로 이러한 규칙에 비추어 볼 때, 주 정부는 그렇지 않으면 유능한 형사 피고인에게 변호인의 도움을 받아 재판을 진행하도록 요구할 수 있다고 결론 내렸다. 재판 능력의 기준은 피고인이 재판에서 그를 도울 변호사를 가질 것이라고 가정한다. 따라서 더스키 규칙에는 재판 능력의 기준이 자신을 변호할 능력의 기준보다 낮아야 한다는 생각이 암묵적으로 담겨 있다. 재판에서 자신을 변호할 권리는 법정 예절을 유지하고 증거의 질서 있는 제시, 증인 신문, 법적 주장의 진전을 촉진하려는 재판 법원의 이익에 의해 제한된다. 법원에게는 피고인의 정신 질환이 이러한 작업을 수행하는 능력을 손상시킬 수 있다는 것이 "상식"이었다. 이는 변호사가 자신의 의뢰인의 사건을 효과적으로 진행하기 위해 반드시 해야 하는 작업이다. "재판에서 자기 변호의 권리는 변호인의 도움 없이 변호를 수행할 정신적 능력이 부족한 피고인의 존엄성을 확증하지 않을 것이다."
더욱이 법원은 재판 과정의 공정성에 대한 우려에서 재판 능력과 자신을 변호할 능력에 대한 기준을 분리했다. 형사 재판은 "공정해야 할 뿐만 아니라, 그것을 관찰하는 모든 사람들에게 공정하게 보여야 한다." "미치광이에게 변호를 맡기고, 변호인의 도움 없이, 그리고 정신 상태 때문에 희망 없이 법정 앞에 홀로 서 있는 사람에게는 어떤 재판도 공정할 수 없다." 이러한 이유로 헌법은 재판 법원이 "자신을 변호하려는 피고인이 그렇게 할 정신적 능력이 있는지 질문함으로써 특정 피고인의 정신적 능력에 대해 현실적으로 고려하도록" 허용한다.

### 소수 의견
자기 변호의 권리를 "공정한 재판에 필수적이라고 오랫동안 이해되어 온 특정 권리"로 특징지으면서, 스컬리아 대법관은 "주 정부는 ... 정신 질환이 있는 피고인이 자신을 변호할 권리를 박탈할 수 있다"는 법원의 결론에 반박했다. 제6차 수정 조항에 따른 변호인의 역할은 단지 "도움"에 불과하기 때문에, 또는 "자기 변호의 권리는 적법 절차 조항의 전통적인 의미의 일부로 볼 수도 있기 때문에", 파레타 사건은 주 정부가 원하지 않는 피고인에게 변호사를 강요할 수 없다고 판결했다. 파레타 사건은 재판 판사가 에드워즈에게 자신을 변호하는 것의 위험과 불이익에 대해 알려야 했고, 스컬리아는 에드워즈가 그 경고를 마음에 새겼다고 믿었다. 스컬리아에게 궁극적으로 자기 변호의 권리는 배심원단에게 자신의 사건을 제시할 권리에 달려 있으며, 그것이 얼마나 무모한 노력일지라도 그렇다.
스컬리아는 또한 법원의 결정의 근거가 된 "존엄성" 전제를 거부했다. "개인의 존엄성을 보존하는 것(법원이 언급하는 것)이 가장 중요하다는 데는 의심의 여지가 거의 없지만," 그는 썼다, "그 권리[자기 변호의 권리]가 방지하도록 설계된 존엄성의 상실이 피고인이 아마추어적이거나 심지어 비논리적인 변론을 제시함으로써 자신을 바보로 만드는 것이라는 데는 의심의 여지가 거의 없다. 오히려 문제의 존엄성은 국가의 보호를 받는 사람이 아닌 자신의 운명을 지배하는 사람이라는 최고 인간의 존엄성, 즉 개별 선택의 존엄성이다." 고디네즈 사건은 유죄를 인정하거나 변호인 선임권을 포기하는 능력의 기준이 재판 능력의 기준과 같다고 판결했다. 따라서 스컬리아의 견해로는 에드워즈가 자신의 변론을 완전히 포기할 권리가 있다면, 그는 확실히 (아마도 열등한) 본인 변호를 할 더 낮은 권리가 있었다.
마지막으로, 그의 원조 이론과 일관되게 스컬리아는 자기 변호의 권리의 진정성에 대한 의심을 잠재우려 했다. "그 권리는 제6차 수정 조항의 텍스트에 명시적으로 명시되어 있지 않으며, 이 법원의 일부 구성원들[브라이어 대법관 포함]은 파레타 사건의 판결에 대해 회의적인 입장을 표명했다." 그러나 스컬리아는 제6차 수정 조항은 피고인 개인에게, 그리고 그의 변호인에게는 그의 변호를 위해 증인을 소환할 권리, 그를 반대하는 검찰의 증인과 대질할 권리, 그리고 그가 원한다면 변호인의 도움을 받을 권리를 부여했다고 지적했다. 만약 피고인이 특정 증인을 소환하지 않거나 다른 증인을 반대 심문하지 않기로 한 변호인의 결정에 구속된다면, 그는 제6차 수정 조항이 보호하는 다른 권리에 실체를 부여하기 위해 자신을 변호할 권리가 있어야 한다. "그렇지 않으면 제시된 변론은 헌법이 그에게 보장하는 변론이 아니다. 왜냐하면 실제적인 의미에서 그것은 그의 변론이 아니기 때문이다."

## 영향
앨런 R. 펠토스는 이 판결의 영향은 피고인이 재판 능력이 있는 것으로 판단된 후, 자신을 변호하고자 하는 경우, 이전 평가에서 이미 두 가지 능력 모두를 평가하지 않았다면, 자신만의 변호사가 되기 위해 요구되는 더 높은 능력 기준을 충족하는지 여부를 결정하기 위한 별도의 평가가 필요할 수 있다는 점이라고 언급한다. 대법원이 자신을 변호할 능력에 대한 특정 기준을 정립하지 않았기 때문에, 이 과제는 입법부와 하급 법원에 남겨졌다.

## 같이 보기
- 미국 연방 대법원 판례 목록 (제554권)
- 미국 연방 대법원 판례 목록

## 추가 자료
- Slobogin, Christopher (2009). 《Mental Illness and Self-Representation: Faretta, Godinez and Edwards》. 《Ohio State Journal of Criminal Law》 7. 391–411쪽. hdl:1811/73146.